# Діамантник
Діама́нтник (Poephila) — рід горобцеподібних птахів родини астрильдових (Estrildidae). Представники цього роду є ендеміками Австралії.

## Види
Виділяють три види:
- Діамантник масковий (Poephila personata)
- Діамантник довгохвостий (Poephila acuticauda)
- Діамантник короткохвостий (Poephila cincta)

## Етимологія
Наукова назва роду Poephila походить від сполучення слів дав.-гр. ποιη — трава і φιλος — любитель.